# Bức tường biên giới Hoa Kỳ-México

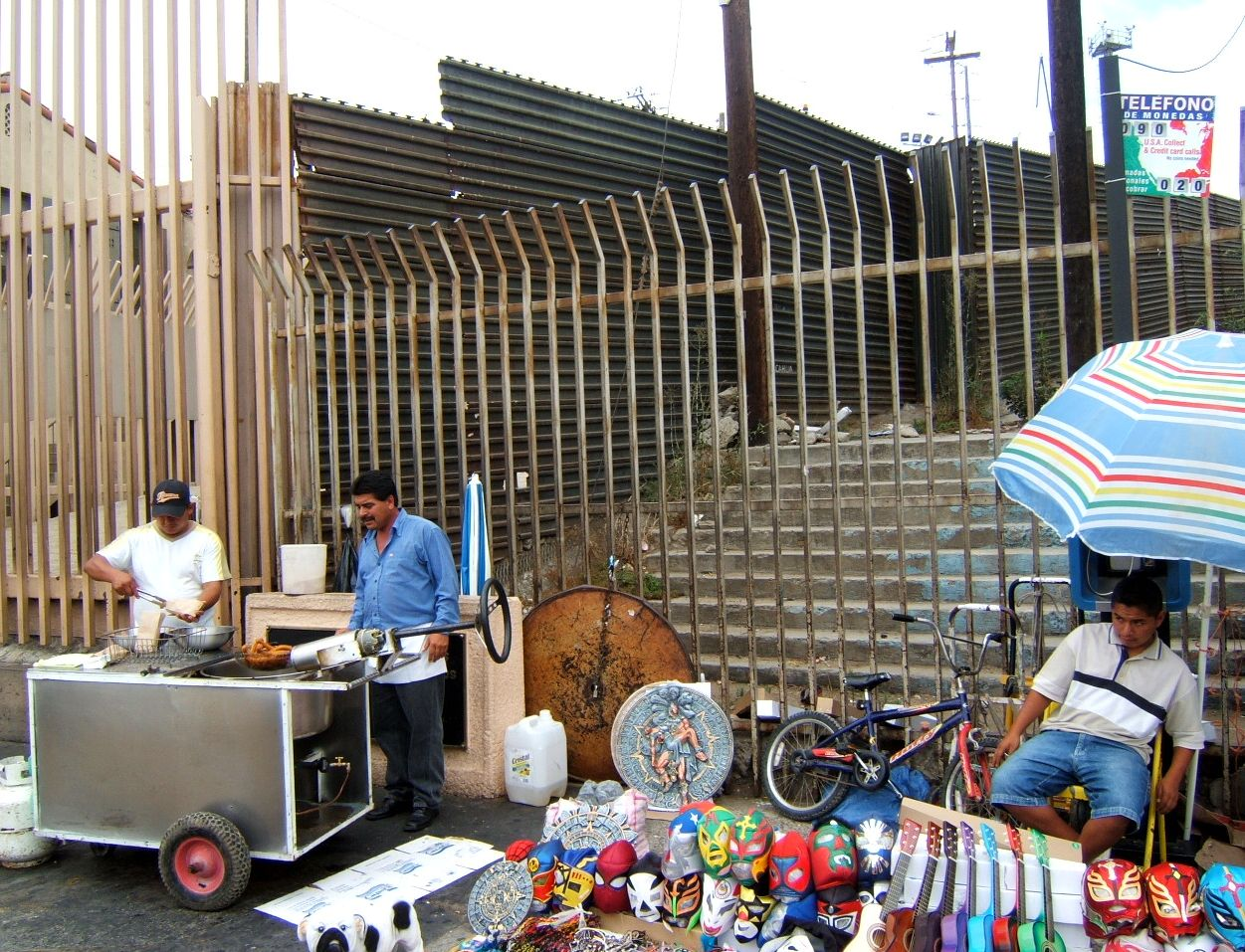
Bức tường biên giới Mỹ - México tại biên giới cho người đi bộ ở Tijuana

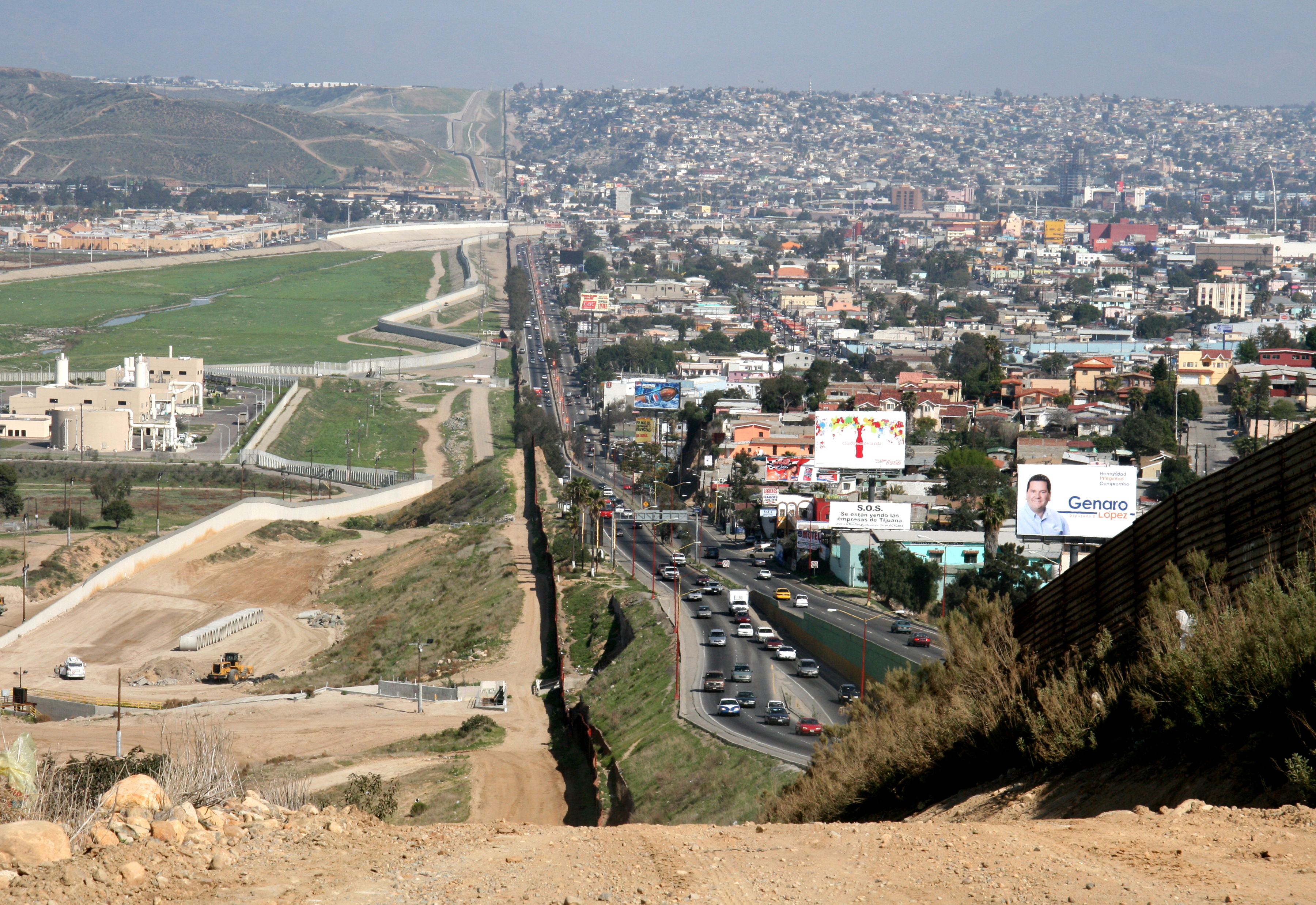
Một bức tường ở đường biên giới (màu đen giữa hình) ngăn cách Khu vực biên phòng của San Diego (Hoa Kỳ) và Tijuana (Mexico) đông dân cư (bên phải của hình).

Bức tường biên giới Hoa Kỳ-México là một loạt các bức tường và hàng rào dọc biên giới Hoa Kỳ-México nhằm ngăn chặn nhập cư bất hợp pháp từ México vào Hoa Kỳ và ngược lại.
Các rào cản không phải là một cấu trúc liên tục, mà là một nhóm các bức tường tương đối ngắn, đảm bảo ở giữa với một "hàng rào ảo" trong đó bao gồm một hệ thống các cảm biến và máy quay phim được cơ quan tuần tra biên giới Hoa Kỳ theo dõi. Tính đến tháng 1 năm 2009, Cục Hải quan và Biên phòng Hoa Kỳ báo cáo đã có hơn 930 km rào cản được thiết lập. Tổng chiều dài của biên giới trên lục địa là 1.954 dặm (3.145 km).